# Ilijan Stojanow
Ilijan Stojanow (bulgarisch Илиан Стоянов; * 20. Januar 1977 in Kjustendil, Bulgarien) ist ein ehemaliger bulgarischer Fußballspieler.

## Karriere

### Vereine
Stojanow begann seine Profikarriere 1995 bei ZSKA Sofia. Dort kam er allerdings bloß zu drei Ligaeinsätzen, sodass er zur folgenden Saison zurück in seine Heimatstadt, zum frisch aufgestiegenen FK Lewski Kjustendil wechselte. Dort konnte er sich in den folgenden Jahren in der Innenverteidigung etablieren. 2000 wechselte er zu Lewski Sofia, mit denen er 2001 und 2002 die bulgarische Meisterschaft gewann. Mit Lewski Sofia spielte Stojanow zwischen 2002 und 2004 mehrfach im UEFA Cup. 2005 wechselte er zu JEF United Ichihara Chiba nach Japan. Nach weiteren Stationen in Japan beendete Stojanow 2011 seine aktive Karriere.

### Nationalmannschaft
Stojanow absolvierte insgesamt 37 Länderspiele für die bulgarische Fußballnationalmannschaft. Sein Debüt gab er 1998. Er gehörte zum bulgarischen Aufgebot für die EM 2004, bei der sein Team als letzter der Gruppe C punktlos bereits in der Vorrunde ausschied. In den Spielen gegen Dänemark und Italien kam er als Linksverteidiger zum Einsatz. Sein letztes Länderspiel absolvierte er bei der 3:0-Niederlage am 7. Oktober 2011 im Freundschaftsspiel gegen die Ukraine.

## Erfolge
Sanfrecce Hiroshima
- Kaiserpokal

Finalist: 2007
- Supercup: 2008